# Theodolinde Müller
Theodolinde Müller (* 28. Juli 1920 in München; † nach 1958) war eine deutsche Schauspielerin.

## Leben
Theodolinde Müller begann ihre Filmlaufbahn bereits in jungen Jahren mit einer Rolle in dem Spielfilm Weiberregiment (1936) unter der Regie von Karl Ritter mit Heli Finkenzeller, Erika von Thellmann und Oskar Sima. Weitere Auftritte hatte sie darüber hinaus in Frau Sixta aus dem Jahr 1940 von Gustav Ucicky mit Franziska Kinz, Ilse Werner und Gustav Fröhlich, 1950 in Der fallende Stern von Harald Braun mit Werner Krauß, Dieter Borsche und Maria Wimmer und 1951 in dem Heimatfilm Der letzte Schuß von Franz Seitz mit Angelika Hauff, Viktor Staal und Heinrich Gretler.
Neben der Filmtätigkeit war sie auch auf verschiedenen Theaterbühnen in München zu sehen.
So spielte sie nach dem Zweiten Weltkrieg unter anderem dort auch am Jungen Theater.
Zudem konnte man sie auch als Sprecherin in einigen Hörspielproduktionen des Bayerischen Rundfunks hören.
Theodolinde Müller war mit dem Schauspieler und Dramaturg Hans von Uslar verheiratet, der von 1945 bis 1948 auch als Intendant am Jungen Theater in München tätig war. Gemeinsam hatten sie einen Sohn. Sie wohnte während der Ehe mit Hans von Uslar, die 1958 in München geschieden wurde, zeitweise auch auf Schloss Ast bei Landshut.
Nach 1958 sind keine weiteren beruflichen Tätigkeiten oder biografische Ereignisse mehr dokumentiert.

## Filmografie
- 1936: Weiberregiment
- 1937: Spiel auf der Tenne[8]
- 1938: Fahrendes Volk
- 1938: Frau Sixta
- 1940: Im Schatten des Berges
- 1941: Der scheinheilige Florian
- 1942: Die See ruft (Dokumentarfilm mit Spielhandlung)
- 1950: Der fallende Stern
- 1951: Der letzte Schuß
- 1952: Jede Frau kann zaubern (Kurzfilm)[9]

## Hörspiele (Auswahl)
- 1951: Lena Christ: Madam Bäurin – Regie: Peter Glas – (Hörspielbearbeitung nach dem Roman Madam Bäuerin – Bayerischer Rundfunk)
- 1955: Oskar Gluth: Der verhexte Spitzweg – Regie: Peter Glas (Hörspielbearbeitung – Bayerischer Rundfunk)
- 1955: Georges Simenon: Die gelben Schuhe des Herrn Berthier (Arlette) – Regie: Peter Glas (Hörspielbearbeitung nach dem Roman Maigret und der Mann auf der Bank – Bayerischer Rundfunk)